# Ferme de la Vouerie
La ferme de la Vouerie  ou ferme de l'Avouerie surnommée aussi ferme aux Trois Tours est un immeuble classé situé dans le village de Libois faisant partie de la commune d'Ohey en Belgique (province de Namur). 

## Localisation
La ferme se situe au no 169 de la rue de l'Erdal et au carrefour avec la rue de la Ferme dans le petit village condrusien de Libois, à proximité de la ferme du Château.

## Historique
La ferme de la Vouerie, ou de l’Avouerie, était la résidence de l'avoué appartenant au chapitre de la collégiale Notre-Dame de Huy qui faisait partie de la Principauté de Liège. Cette ferme est construite à partir d’un petit château ou manoir du XVIe siècle dont le millésime de 1560 a été retrouvé sur un des plombs de la toiture. Le bâtiment s'est alors agrandi pour constituer une ferme sans doute au cours du XVIIIe siècle.

## Description
Cette ferme en carré en moellons de calcaire s'articule autour d'une cour intérieure d'environ 400 m2. Le corps de logis issu du manoir initial occupe le côté nord. Les autres ailes abritent des étables et une grange dont une partie du fenil est bâtie en colombages et briques. Trois tourelles circulaires presque aveugles dont deux érigées au cours du XVIIe siècle se dressent aux angles nord-ouest, sud-ouest et sud-est et sont protégées par une couverture d’ardoises en écaille.

## Classement et protection
L'ensemble formé par la ferme de la Vouerie (le corps de logis et les dépendances, y compris les deux tours du XVIIe siècle), la tour de l'ancien château et les terrains environnants sont repris depuis le 15 avril 1977 sur la liste du patrimoine immobilier classé d'Ohey. La ferme est une propriété privée.